# Ozernoj
Ozernoj (rusky Озерной) je menší, 562 m vysoká, v současnosti neaktivní štítová sopka, nacházející se v jižní části poloostrova Kamčatka, asi 10 km severozápadně od stratovulkánu Ksudač. V horninové stavbě vulkánu převládají bazalty. Doba poslední erupce není známa.